# M-16 (álbum)
M-16 es un álbum de la banda alemana de thrash metal Sodom. Este es un álbum conceptual que trata acerca de la guerra de Vietnam y es llamado así debido a la popular arma M-16 utilizada por muchos soldados estadounidenses durante esta guerra.

## Listado de canciones
Todas las canciones escritas y compuestas por Tom Angelripper, except where noted. 
| N.º | Título                              | Duración |  |
| 1.  | «Among the Weirdcong»               | 5:07     |  |
| 2.  | «I Am the War»                      | 4:06     |  |
| 3.  | «Napalm in the Morning»             | 5:56     |  |
| 4.  | «Minejumper»                        | 3:11     |  |
| 5.  | «Genocide»                          | 4:49     |  |
| 6.  | «Little Boy»                        | 4:08     |  |
| 7.  | «M-16»                              | 4:49     |  |
| 8.  | «Lead Injection»                    | 6:24     |  |
| 9.  | «Cannon Fodder»                     | 3:53     |  |
| 10. | «Marines»                           | 3:55     |  |
| 11. | «Surfin' Bird» (The Trashmen cover) | 2:39     |  |

La versión en digipak contiene dos canciones tomadas del demo de 1982 Witching Metal:
- "Witching Metal" 3:10 (Bonus)
- "Devil's Attack" 3:12 (Bonus)

El intro de la canción "Napalm in the Morning" es tomado de la película Apocalypse Now. Mientras que el de "Marines" fue tomado de Full Metal Jacket.

## Formación
- Tom Angelripper - Bajo/Voz
- Bernemann - Guitarra
- Bobby Schottkowski - Batería

- Datos: Q976560